# Cosmic Princess
Cosmic Princess is een Britse film uit 1982, geproduceerd door Gerry en Sylvia Anderson. De film werd geregisseerd door Charles Crichton en Peter Medak.

## Verhaal
De maan wordt uit zijn baan om de aarde geslingerd door een kernexplosie, en drijft weg de ruimte in. Dit terwijl er nog astronauten op de maan aanwezig zijn op de maanbasis Alpha.
De maan komt terecht bij de planeet Psychon. Hier hopen de astronauten mineralen te vinden waarmee ze kunnen overleven. Ze worden in een hinderlaag gelokt door de Mentor van Psychon, die het op hun zielen heeft voorzien. Met hun zielen wil hij een machine aan de praat brengen die Psychon kan veranderen van een vulkanische planeet in een paradijs.
Maya, de dochter van de mentor, beseft dat haar vader te fanatiek is en helpt de astronauten ontkomen.
Later in de film komen twee astronauten vast te zitten aan boord van een buitenaards schip, en ondergaat Maya door een vreemde ziekte een aantal mutaties.

## Rolverdeling
| Acteur           | Personage          |
| ---------------- | ------------------ |
| Martin Landau    | Cmdr. John Koenig  |
| Barbara Bain     | Dr. Helena Russell |
| Catherine Schell | Maya               |
| Tony Anholt      | Tony Verdeschi     |
| Zienia Merton    | Sandra Benes       |
| Nick Tate        | Alan Carter        |
| Brian Blessed    | Mentor             |

## Trivia
- De film bestaat uit beeldmateriaal van twee afleveringen van de serie Space: 1999, te weten "The Metamorph" en "Space Warp".
- De film werd belachelijk gemaakt in de serie Mystery Science Theater 3000.